# Boxbush
Boxbush é uma vila em Gloucestershire, Inglaterra.